# Clinical Research in Cardiology
Clinical Research in Cardiology is een internationaal peer-reviewed wetenschappelijk tijdschrift op het gebied van de cardiologie.
De naam wordt in literatuurverwijzingen meestal afgekort tot Clin. Res. Cardiol.
Het wordt uitgegeven door Springer Science+Business Media namens de Deutsche Gesellschaft für Kardiologie.